# Zoltán Lovas
Zoltán Lovas (n. 7 februarie 1971, Arad) este un actor român. Activează la Teatrul Clasic „Ioan Slavici” din Arad.

## Studii
Academia de teatru și film București, secția actorie, promoția 1995.

### Colaborări
Teatrul National Bucuresti , Teatrul de Comedie București, Teatrul Maghiar Arad ,Teatrul Nottara Bucuresti,Teatrul National Timisoara ,Teatrul de Arta Deva.

## Premii
- Nominalizare Uniter Pentru rolul principal Hyppolit din Iubirea Fedrei regia Mihai Maniutiu 2007
- Premiul pentru cel mai bun actor in rol secundar rolul Madame din Cameristele de J.Genet la festivalul de la Baia Mare 2009
- Cel mai bun actor la Festivalul de Teatru scurt Oradea 2001
- Premiul de Excelenta din partea Consiliului Judetean Arad 2005
- Premiul pentru cel mai bun actor la Gala Hop Bacau 2006